# Fenómeno de Pinsky
En matemáticas, el fenómeno de Pinsky es un resultado del análisis de Fourier, relativo a la falta de convergencia en un punto alejado de una discontinuidad. Fue descubierto por Mark Pinsky, profesor de la Universidad del Noroeste. Implica la inversión esférica de la transformada de Fourier, y se traduce en una falta de convergencia en un punto debido a una discontinuidad en el límite. Esta falta de convergencia en el fenómeno de Pinsky se produce lejos del límite de la discontinuidad, en lugar de en la propia discontinuidad (como sucede en el caso del fenómeno de Gibbs). Este fenómeno no local es causado por un efecto de lente.

## Ejemplo prototípico
Sea una función g(x) = 1 para |x| < c en 3 dimensiones, con g(x)= 0 en el resto de la recta real. El salto en |x|= c provocará un comportamiento oscilatorio de las sumas parciales esféricas, lo que impide la convergencia en el centro de la bola, así como la posibilidad de inversión de Fourier en x = 0. Dicho de otra manera, las sumas parciales esféricas de una transformada de Fourier de la función indicatriz de una bola son divergentes en el centro de la propia bola, pero convergentes en otros lugares para la función indicadora deseada. Este prototipo fue denominado fenómeno de Pinsky por Jean-Pierre Kahane, CRAS, 1995.

## Generalizaciones
Este ejemplo de prototipo se puede generalizar adecuadamente a expansiones integrales de Fourier en dimensiones superiores, tanto en el espacio euclídeo como en otros espacios simétricos de rango uno no compactos. También están relacionadas las expansiones de autofunciónes en una bola geodésica definida en un espacio simétrico de rango uno, pero se deben considerar las condiciones de contorno. Pinsky y otros también presentaron algunos resultados sobre el comportamiento asintótico de la aproximación de Fejer en una dimensión, inspirados en el trabajo de Daniel Bump, Persi Diaconis y J. B. Keller.